# رب انکل
رب انکل (انگلیسی: Rabbe Enckell; ۳ مارس ۱۹۰۳ – ۱۷ ژوئن ۱۹۷۴) شاعر، نقاش، و نویسنده اهل فنلاند بود.
وی همچنین برندهٔ جوایزی همچون جایزه اینو لینو شده‌است.